# Нефтяник (Ишимбай)
Нефтяник — микрорайон города Ишимбая, расположенный в его юго-восточной части, на побережье реки Терменьелги и ручья Саража, возле горы Машаш. Образован слиянием бывшей деревни Термень-Елги, жилого района нефтепромысла № 1 и совхоза «Нефтяник» с подсобными хозяйствами.
Расположен в 7 километрах от Ишимбайского автовокзала. На северной окраине микрорайона расположен Терменьелгинский пруд.

## История
Микрорайон основан как деревня Термень-Елга (баш. Тирмән-йылға) в 1760 году, назван по одноимённой реке. Её заселяли азнаевцы из племени Юрматы. В конце XVIII века численность составляла 137 жителей в 17 дворах. В 1839 году проживало 321 человек, по IX ревизии выявлено 437 человек и 43 двора, в 1877 году 93 двора 190 мужского пола, 202 женского; по переписи 1920 года — 491 житель и 102 дома. Традиционные ремёсла — скотоводство, пчеловодство, а также «делание саней».
Деревня входила в состав Стерлитамакского уезда Уфимской губернии, затем в Макаровский район.
В XIX веке были в деревне училище и мечеть. Недавно вновь открыта мечеть на ул. Чайковского, 15
В 1940 году деревня Термень-Елга вошла в состав города Ишимбая и стала микрорайоном. Он стихийно строился нефтяниками треста «Ишимбайнефть». Большой вклад внесли нефтяники, работавшие на нефтепромысле № 1, особенно после того, как в 1932 году было открыто Термень-Елгинское нефтяное месторождение. С 1950-х нефтедобыча постепенно ушла в другие районы.
Людмила Фенина сохранила воспоминания о том времени:

Посёлок был небольшой, три улицы серых бревенчатых домов. И только два здания были светлые: школа-семилетка № 17 и детский дом, в котором работала моя мама, солдатская вдова Екатерина Григорьевна Карпова. Широкие улицы посёлка проходили среди большого земляничного поля. С одной его стороны была цепь высоких холмов, у подножья которых протекала тихая речушка. Особенно красиво было у нас весной и летом. Только сойдёт снег, как на проталинках, рядом с нашим домом, вырастала зелёная трава и появлялись голубые фиалки. А на зеленеющих холмах за рекой расцветал горицвет весенний, яркий, как солнечный зайчик.
В конце апреля нежно-розовыми цветами покрывалась челига — невысокий кустарник, в изобилии росший повсюду. Розовое цветение челиги наполняло все вокруг весенней радостью.
Неподалёку от рабочего посёлка находилась башкирская деревня Термень-Елга.
Рабочий посёлок был многонациональный, люди жили дружно и открыто. Я не помню ссор и вражды между соседями. Не было у нас воровства и жестокого обращения с детьми. Жизнь посёлка была неотделима от жизни большой страны и нашей республики. В каждом доме было радио. Приезжали к нам лекторы из города, однажды появился — из Москвы. В посёлок привозили кинофильмы: советские и зарубежные.

В 1962 году население микрорайона перешло работать в совхоз «Нефтяник», организованный как подсобное хозяйство производственного объединения «Башнефть», в результате чего микрорайон стали называть Нефтяником. Однако встречаются оба названия.
В 1998 году ОАО «АНК „Башнефть“» передало агропредприятие в муниципальную собственность города Ишимбая. В 2000-х годах МУСХП «Совхоз „Нефтяник“» ликвидировано, на его месте создано ООО «ПКФ „Нефтяник“». В результате ликвидации площадь агропредприятия существенно сократилась, в том числе снесён магазин с хлебопекарней.
В 2011 году решением Ишимбайского горсовета на территории микрорайона определены границы для осуществления территориального общественного самоуправления.

## Спорт
27 марта 2010 года в Нефтянике проводилось Первенство Республики Башкортостан по тяжёлой атлетике среди юношей и девушек 1995 г.р. и моложе, посвящённого борьбе с наркоманией и алкоголизмом подрастающего поколения.

## Выборы
Избирательный округ — № 4.

## Достопримечательности
В Нефтянике расположены: Дом культуры «Нефтяник», школа № 17 с музеем боевой славы Николая Ивановича Кузнецова, открытый в 1968 году. В окрестностях микрорайона находится санаторий-профилакторий «Чайка».
Музей боевой славы Н. И. Кузнецова в школе № 17 в 1968 году. В клуб совхоза «Нефтяник», что располагался в Термень-Елге, приехал соратник легендарного разведчика Константин Постаногов. Боевая деятельность Героя Советского Союза заинтересовала учительницу начальных классов Е. Т. Стебнянскую. Екатерина Тимофеевна написала во Львов, где уже был музей Н. И. Кузнецова, сестре героя Л. И. Брюхановой в Уфу, которая стала потом частой гостьей терменьелгинцев, брату В. И. Кузнецову в Белорецк, бывшей радистке отряда «Победитель» В. К. Догвер в Воронеж. Поэт-песенник В. М. Дундуков прислал в музей стихотворения о Кузнецове, а один из партизан — соратник Николая Ивановича К. В. Нижарадзе из Кутаиси — поделился своими воспоминаниями об отряде, подарил фотографии тех лет. Впоследствии наладилась переписка с супругой командира отряда «Победитель» Д. Медведева — Татьяной Ильиничной и с бывшим 12-летним разведчиком, героем книги «Куда летишь, журавлик?» Володей Саморукой. Позже узнали, что врачом в партизанском отряде была дочь болгарского коммуниста Т. Д. Павлова — Вера Тодоровна Павлова.

## Память
15 сентября 2006 года на территории Дома культуры был открыт мемориал, посвящённый участникам Великой Отечественной войны — жителям микрорайона Нефтяника.

## Улицы
- улица Олега Кошевого
- улица Кызыл Тан
- Народная улица
- улица Сараж
- улица Сатурна
- улица Свердлова
- улица Чайковского
- Южная улица
- улица Юпитера
- Ишимбайская улица
- улица Софьи Ковалевской
- Водоподъёмная улица
- Раздольная улица

## Знаменитые жители
Сагадиев Гидаят (Гадаяк) Сибагатович (1887—1937) — нарком просвещения Башкирской АССР (1920—1929); расстрелян, реабилитирован в 1957 году.
Среди раскулаченных сельчан в 1931 году — Хисамовы: Хисамов Гизатулла Шамсутдинович (род. 1888), Хисамова Садика (род. 1892).

## Транспорт
- Городской автобусный маршрут № 5

## Палеобиология
Лаврентьева Валентина Даниловна в монографии «Мшанки подотряда Phylloporinina» (1985, Тр. ПИН, Т. 214) на с. 56, 96 описывала находку мшанки рода Bashkirella из скважины 17/20 в Термень-Елге.